# Die Geliebte (Fernsehserie)
Die Geliebte (Alternativtitel: Lust auf Liebe) ist eine deutsche Episodenreihe des ZDF, die 1996 und 1998 in zwei Staffeln ausgestrahlt wurde. Die Hauptrolle übernahm Wolfgang Stumph. Jede einzelne Episode hat dabei eine Länge von 45 Minuten, die jeweils in sich abgeschlossen ist und beschreibt die Geschichte des Bankangestellten Christian Vogler, der von seiner Frau betrogen wird und plant, sich mit einer vorgetäuschten Geliebten an dieser zu rächen. Die Serie lief samstags im Vorabendprogramm um 19:25 Uhr.
Neben Hauptdarsteller Stumph waren auch weitere namhafte Gastdarsteller wie Simone Thomalla, Maria Furtwängler, Ulrich Pleitgen, Michael Degen, Renan Demirkan, Rolf Becker, Gernot Endemann, Elmar Wepper, Marion Kracht, Christian Kohlund, Rita Russek, Peter Sattmann, Suzanne von Borsody, Heikko Deutschmann, Andrea Sawatzki, Theresa Scholze, Denise Zich, Susanne Uhlen, Gunter Berger und Rosel Zech dabei.

## Episodenliste
| Folge | Titel in Staffel 1    | Ausstrahlung      |
| ----- | --------------------- | ----------------- |
| 1     | Der Test              | 5. Oktober 1996   |
| 2     | Betrogene Betrüger    | 12. Oktober 1996  |
| 3     | Nichts als Lügen      | 19. Oktober 1996  |
| 4     | Lüge aus Liebe        | 26. Oktober 1996  |
| 5     | Happy Birthday, Daddy | 2. November 1996  |
| 6     | Das Tagebuch          | 9. November 1996  |
| 7     | Anna-Marie            | 16. November 1996 |
| 8     | Mein Pretty Old Man   | 23. November 1996 |
| 9     | Mamas Baby            | 30. November 1996 |
| 10    | Letztes Rosenrot      | 7. Dezember 1996  |

| Folge | Titel in Staffel 2              | Ausstrahlung     |
| ----- | ------------------------------- | ---------------- |
| 11    | Jedes Ende ist ein neuer Anfang | 25. Februar 1998 |
| 12    | Wer zuletzt weint               | 4. März 1998     |
| 13    | Das Kind der Anderen            | 11. März 1998    |
| 14    | Ein uralter Trick               | 18. März 1998    |
| 15    | Ihre beste Freundin             | 25. März 1998    |
| 16    | Hauptsache verheiratet          | 8. April 1998    |
| 17    | Das Abschiedsgeschenk           | 29. April 1998   |
| 18    | Die Jugendliebe                 | 13. Mai 1998     |
| 19    | Fahrt in die Hölle              | 20. Mai 1998     |
| 20    | Der Mann für Bonn               | 22. Juli 1998    |